# Mosca de les cireres
La mosca de les cireres (Rhagoletis cerasi) és una espècie de dípter tefrítid. És una de les principals plagues dels cirerers a Europa.

## Morfologia
Els ous tenen forma de fus i de color blanquinós i petits (0,7x0,2 mm). La larva àpoda, de color blanquinós, després de tres estadis larvals arriben a fer 4–6 mm. La pupa està protegida per un pupari de forma cilíndrica, 4 mm, format per les exúvies del darrer estasi larval.
L'adult és de color negre lluent amb el cap bru. De 3,5 i 5 mm de llarg .

## Cicle biològic

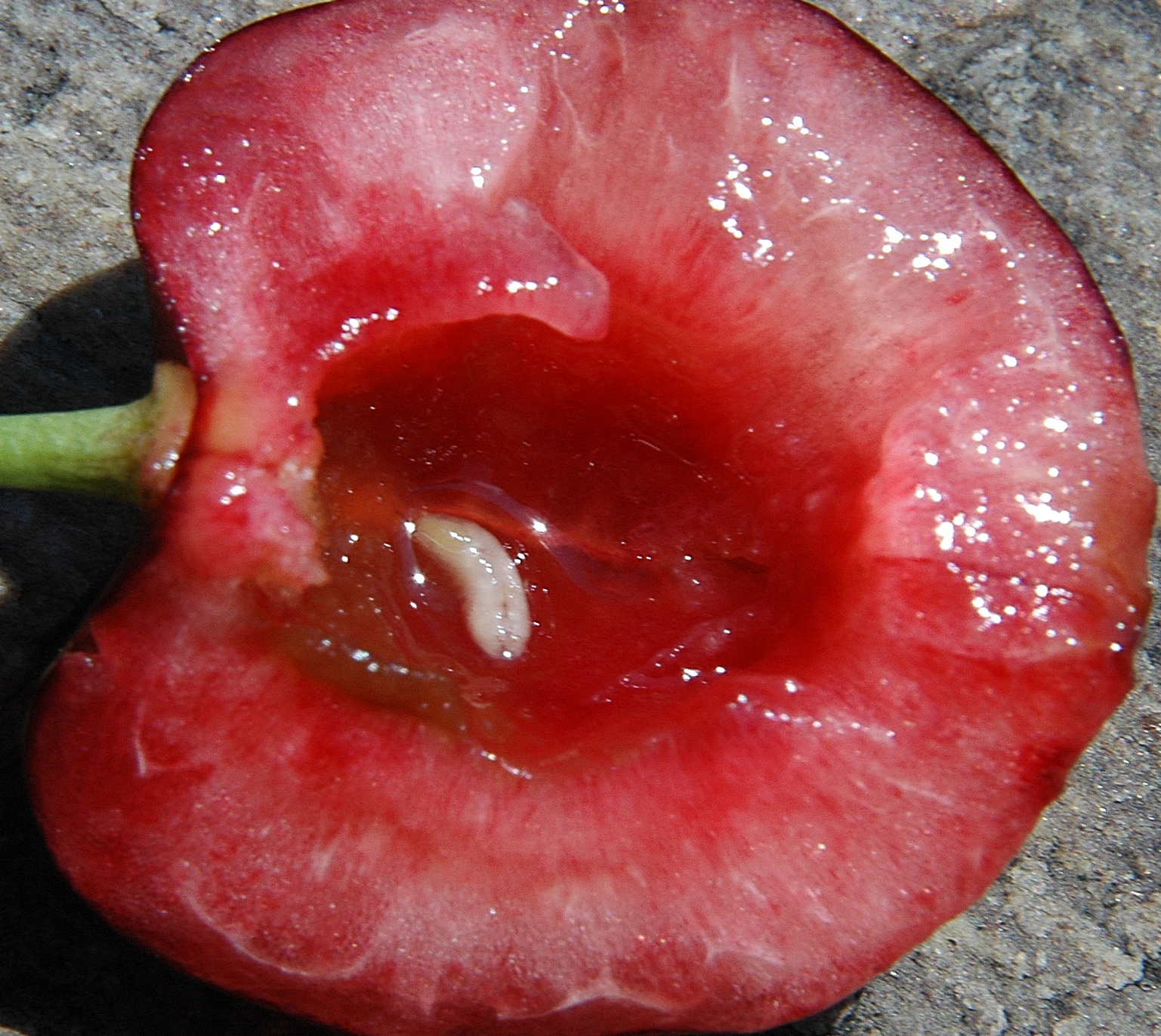
llarva dins d'una cirera

Els adults apareixen entre final d'abril i meitat de juny. Es nodreixen amb les secrecions ensucrades que produeix el mateix cirerer i la dels àfids. Després de 10 a 15 dies de l'aparellament, amb una temperatura mínima de 18 °C, les femelles ponen 50-80 ous sobre les cireres, un sol ou per cada cirera, que comencen a canviar de color. Després de 6-12 dies es desclouen els ous i les larves s'alimenten de la cirera i als 25 dies les larves s'enterren al sòl on passaran tot l'hivern en estadi de diapausa

## Lluita contra la plaga
Es pot llaurar la terra al març abril per eliminar la major part de les larves hivernants. També es pot posar una xarxa als arbres.
Es fa servir trampa cromotròpica per determinar si hi ha presència d'aquest dípter. En la lluita química s'aprofita a fer-le abans que ponguin els ous i es fa servir: 
- Etofenprox
- Fosmet
- Thiametoxan

En el control biològic s'usen Piretrines naturals, rotenona, Azadiractina, Bacillus thuringiensis, fongs entomopatògens, i nematodes entomopatògens.
Es ven també una feromona per aquest dípter per a l'estratègia de captura i avaluació de la seva població.